# Тренгану
Тренга́ну (малайск. Terengganu Darul Iman / ترڠڬانو دار الإي) — султанат в составе федеративного государства Малайзия, один из одиннадцати федеральных штатов. Столица — Куала-Тренгана.

## Общие сведения
Площадь Тренгану составляет 12 955 км². Численность населения — 1 035 977 чел.(на 2010 г.). Плотность населения — 79,97 чел./км² (2010). Административный центр — город Куала-Тренгану. Тренгану разделён на 7 районов. Штат представляет собой наследственную монархию — султанат. Глава штата — Султан Мизан Зайнал Абидин.

## География
Тренгану расположен на северо-востоке Малайского полуострова, у границы с Таиландом (на севере). На юго-западе Тренгану имеет административную границу с малайзийским штатом Паханг, на севере и северо-западе — со штатом Келантан. На востоке побережье Тренгану омывается водами Сиамского залива (протяжённость побережья составляет 225 км). В Сиамском заливе лежат принадлежащие Тренгану Перхентийские острова и остров Реданг, центры международного морского туризма.

## История
В средние века территория султаната Тренгану входила в империи Шривиджайя и Маджапахит. Позднее, до 1909 года, была в составе Сиама. Затем Тренгану — британский протекторат. Во время Второй мировой войны (в 1941 году) был занят японскими войсками и передан ими под управление Таиланду. В 1945 — снова под британским управлением. В 1948 году Тренгану входит в Малайскую федерацию, а в 1957 — в состав независимой Малайзии.

## Султаны Тренггану
- 1725—1733 годы — Заинал Абидин I, брат султана Джохора Сулаймана
- 1733—1793 годы — Мансур-шах I, сын предыдущего
- 1793—1808 годы — Заинал Абидин-шах II, сын предыдущего
- 1808—1827 годы — Ахмад-шах, сын предыдущего
- 1827—1831 годы — Абдул-Рахман-шах, брат предыдущего
- 1831—1836 годы — Мансур-шах II, брат предыдущего
- 1836—1839 годы — Мухаммад-шах I, сын предыдущего
- 1839—1876 годы — Омар-шах (1806—1876), сын Ахмад-шаха
- 1876—1881 годы — Ахмад Муаззам-шах, племянник предыдущего
- 1881—1918 годы — Заинал Абидин III (1866—1918), сын предыдущего
- 1918—1920 годы — Мухаммад-шах II (1889—1956), сын предыдущего
- 1920—1942 годы — Сулайман Бадр ал-Алам-шах, брат предыдущего
- 1942—1945 годы — Али-шах (ум. 1996), сын предыдущего
- 1945—1979 годы — Исмаил Насир ад-дин-шах (1907—1979), брат предыдущего
- 1979—1988 годы — Альмахрум Султан Махмуд (1930—1998), сын предыдущего
- с 1998 года — Мизан Зайнал Абидин (род. 1962), сын предыдущего

## Административное деление
| № | Район (рус.)     | Район (ориг.)    | Площадь, км² | Население, чел. (2006) |
| - | ---------------- | ---------------- | ------------ | ---------------------- |
| 1 | Бесут            | Besut            | 1 233        | 145 324                |
| 2 | Дунгун           | Dungun           | 2 736        | 159 996                |
| 3 | Хулу Теренггану  | Hulu Terengganu  | 3 874        | 73 912                 |
| 4 | Кемаман          | Kemaman          | 2 536        | 174 876                |
| 5 | Куала Теренггану | Kuala Terengganu | 605          | 361 801                |
| 6 | Маранг           | Marang           | 667          | 102 470                |
| 7 | Сетиу            | Setiu            | 1 304        | 61 907                 |

## Население
Среди населения султаната более 90 % составляют малайцы, 4 % — китайцы, 0,5 % — индийцы. Подавляющая часть жителей Тренгану исповедует ислам суннитского толка.

## Экономика
Наиболее развитой частью местной экономики является добыча и переработка нефти. В сельском хозяйстве традиционно выращиваются бананы, арбузы и дуриан, развито рисоводство. Большое значение также имеют рыболовство и индустрия туризма.